# Lijst van beelden in Buren
Dit is een (onvolledige) chronologische lijst van beelden in Buren (Gelderland). Onder een beeld wordt hier verstaan elk driedimensionaal kunstwerk in de openbare ruimte van de Nederlandse gemeente Buren, waarbij beeld wordt gebruikt als verzamelbegrip voor sculpturen, standbeelden, installaties, gedenktekens en overige beeldhouwwerken.

## Beusichem
| Geplaatst | Omschrijving                                | Kunstenaar    | Straat                        | Plaats    | Materiaal | Afbeelding                                      |
| --------- | ------------------------------------------- | ------------- | ----------------------------- | --------- | --------- | ----------------------------------------------- |
| 1946      | Culemborgse vluchtelingen (oorlogsmonument) | Jac van Rhijn | Markt,(zijgevel vm. raadhuis) | Beusichem |           | Reliëf, Evacuatie, oorlogsmonument in Beusichem |

## Buren
| Geplaatst | Omschrijving                                       | Kunstenaar                       | Straat                             | Plaats | Materiaal | Afbeelding                                                  |
| --------- | -------------------------------------------------- | -------------------------------- | ---------------------------------- | ------ | --------- | ----------------------------------------------------------- |
| 1613?     | Geloof, hoop en liefde                             | onbekend                         | Weeshuisstraat                     | Buren  |           | Gevel reliëf, Geloof, hoop en liefde in Buren               |
| onbekend  | Malle Jan                                          | onbekend                         | Buitenhuizenpoort, buiten de Poort | Buren  |           | Sculptuur Malle Jan in Buren                                |
| 2003      | Burgemeester Van Sandick                           | Bernadette Leijdekkers           | Buitenhuizenpoort (in de poort)    | Buren  |           | Plaquette Burgemeester Van Sandick in Buren                 |
| 2003      | Willem van Oranje, Anna van Buren, Filips en Maria | Lia Krol en Caroline van 't Hoff | Markt                              | Buren  |           | Standbeeld van Willem van Oranje en Anna van Buren in Buren |
| 2010      | De Boom van de Buren van de Betuwe                 | Caroline Kortenhorst             | Erichemseweg                       | Buren  |           | Sculptuur De Boom van de Buren van de Betuwe in Buren       |

## Erichem
| Geplaatst | Omschrijving | Kunstenaar | Straat       | Plaats  | Materiaal | Afbeelding                             |
| --------- | ------------ | ---------- | ------------ | ------- | --------- | -------------------------------------- |
| 1992      | Wezen        | Lia Krol   | Erichemseweg | Erichem |           | Scultuur Wezen van Lia Krol in Erichem |

## Ingen
| Geplaatst | Omschrijving | Kunstenaar                      | Straat               | Plaats | Materiaal | Afbeelding              |
| --------- | ------------ | ------------------------------- | -------------------- | ------ | --------- | ----------------------- |
| 2003      | Dorp         | Gerard Groenewoud en Tilly Buij | Burg. Hoftijzerplein | Ingen  |           | Sculptuur Dorp in Ingen |

## Lienden
| Geplaatst | Omschrijving                           | Kunstenaar                  | Straat                              | Plaats  | Materiaal             | Afbeelding                                        |
| --------- | -------------------------------------- | --------------------------- | ----------------------------------- | ------- | --------------------- | ------------------------------------------------- |
| 1909      | gedenkteken voor burgemeester Verburgh | onbekend                    | Dorpstraat                          | Lienden |                       | gedenkteken voor burgemeester Verburgh in Lienden |
| 1991      | De vreugde van de oogst                | Marga Carlier en Henk Göbel | Marktplein                          | Lienden |                       | sculptuur De vreugde van de oogst in Lienden      |
| 2010      | Ellie Frank (oorlogsmonument)          | Tony Bos                    | Schoolstraat 2, (obs De Sterappel ) | Lienden |                       | Ellie Frankmonument, oorlogsmonument in Lienden   |
| 2014      | Baken van Nieuw Meerten                | Coen Kaayk                  |                                     | Lienden | polyester en acrylaat | Sculptuur Baken van Nieuw Meerten in Lienden      |

## Maurik
| Geplaatst | Omschrijving         | Kunstenaar                  | Straat                                          | Plaats | Materiaal | Afbeelding                               |
| --------- | -------------------- | --------------------------- | ----------------------------------------------- | ------ | --------- | ---------------------------------------- |
| 1949?     | Maria met kind       | onbekend                    | Buitenweg 4, (RK kerk O.L.V. ten Hemelopneming) | Maurik |           | beeld Maria met kind in Maurik           |
| 2004      | Veertien fruitkisten | Riesjart Bus                | De Wetering, (Gemeentehuis)                     | Maurik |           | sculptuur veertien fruitkisten in Maurik |
| onbekend  | Vier mensenfiguren   | Corry Ammerlaan-van Niekerk | Saffatinstraat                                  | Maurik |           | Beeld bij verzorgingstehuis Valentijn    |
| onbekend  | Klokhuis             | onbekend                    | Sterappelhof                                    | Maurik |           | sculptuur Klokhuis in Maurik             |